# Helodium paludosum
Helodium paludosum är en bladmossart som beskrevs av Brotherus 1908. Helodium paludosum ingår i släktet Helodium och familjen Thuidiaceae. Inga underarter finns listade i Catalogue of Life.